# マーサー郡 (ペンシルベニア州)
マーサー郡（英: Mercer County）は、アメリカ合衆国ペンシルベニア州の西部に位置する郡である。人口は11万0652人（2020年）。郡庁所在地はマーサー・ボロであり、同郡で人口最大の都市はハーミテージである。
マーサー郡はアメリカ合衆国国勢調査局の指定するシャロン都市圏に属していたが、2000年国勢調査により、オハイオ州にも跨るヤングスタウン・ウォーレン・ボードマン都市圏に付設された。

## 地理
アメリカ合衆国国勢調査局に拠れば、郡域全面積は683平方マイル (1,768 km2)であり、このうち陸地672平方マイル (1,740 km2)、水域は11平方マイル (28 km2)で水域率は1.58%である。

### 隣接する郡
- クロウフォード郡 - 北
- ベナンゴ郡 - 東
- バトラー郡 - 南東
- ローレンス郡 - 南
- マホニング郡 (オハイオ州) - 南西
- トランブル郡 (オハイオ州) - 西

## 郡政府と政治
2008年11月時点でマーサー郡には80,917人の登録有権者がいた。
- 民主党: 39,956 (49.38%)
- 共和党: 32,103 (39.67%)
- その他の政党: 8,858 (10.95%)

### 政治的な激戦郡
マーサー郡は、その人口動態、都市と田園部の比率、また州全体の動向を映す政党支持の故に、政治的な激戦郡と見なされてきた。2000年アメリカ合衆国大統領選挙では民主党のアル・ゴアが共和党のジョージ・W・ブッシュを制した。しかし、2004年にはブッシュが51%の支持を得て郡を制した。このとき州全体では民主党のジョン・ケリーが51%を得て勝利した。2008年では、共和党のジョン・マケインが200票足らずの差でマーサー郡を制したが、バラク・オバマと共に支持率は49%台だった。州全体ではオバマが55%を獲得して勝利した。この年、州役人3人の選挙でも当選者はマーサー郡を制していた。
マーサー郡はアメリカ合衆国下院議員ペンシルベニア州第3選挙区に属し、2013年時点では共和党議員を選出している。ペンシルベニア州議会上院では第50選挙区に属しており、下院では第7、第8、および第17選挙区に属している。2013年時点で上院は共和党、下院は民主党1人、共和党2人となっている。

## 人口動態
以下は2000年国勢調査による人口統計データである。
| 基礎データ - 人口: 120,293人 - 世帯数: 46,712 世帯 - 家族数: 32,371 家族 - 人口密度: 69人/km2（179人/mi2） - 住居数: 49,859軒 - 住居密度: 29軒/km2（74軒/mi2） 人種別人口構成 - 白人: 93.13% - アフリカン・アメリカン: 5.25% - ネイティブ・アメリカン: 0.11% - アジア人: 0.40% - 太平洋諸島系: 0.02% - その他の人種: 0.17% - 混血: 0.91% - ヒスパニック・ラテン系: 0.67% 先祖による構成 - ドイツ系：24.5% - イタリア系：12.0% - アイルランド系：10.5% - イギリス系：9.3% - アメリカ人：6.8% | 年齢別人口構成 - 18歳未満: 23.4% - 18-24歳: 8.9% - 25-44歳: 26.1% - 45-64歳: 23.5% - 65歳以上: 18.1% - 年齢の中央値: 40歳 - 性比（女性100人あたり男性の人口） - 総人口: 94.7 - 18歳以上: 90.8 世帯と家族（対世帯数） - 18歳未満の子供がいる: 29.3% - 結婚・同居している夫婦: 54.8% - 未婚・離婚・死別女性が世帯主: 10.9% - 非家族世帯: 30.7% - 単身世帯: 27.0% - 65歳以上の老人1人暮らし: 13.2% - 平均構成人数 - 世帯: 2.44人 - 家族: 2.96人 |

## 都市と町

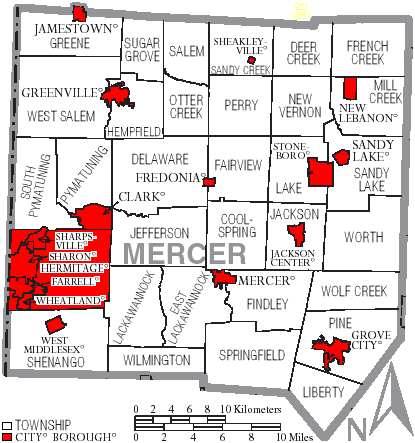
マーサー郡の自治体、ボロは赤、タウンシップは白、国勢調査指定地域は青

ペンシルベニア州法の下では4種類の自治体がある。市、ボロ、タウンシップ、町である。

### 都市
- ファレル
- ハーミテージ
- シャロン

### ボロ
| - マーサー - 郡庁所在地 - クラーク - フレドニア - グリーンビル - グローブシティ - ジャクソンセンター - ジェイムズタウン | - ニューレバノン - サンディレイク - シャープスビル - シェイクリービル - ストーンボロ - ウェストミドルセックス - ウィートランド |

### タウンシップ
| - クールスプリング - ディアクリーク - デラウェア - イーストラッカワノック - フェアビュー - フィンドリー - フレンチクリーク - グリーン - ヘンプフィールド - ジャクソン - ジェファーソン | - ラッカワノック - レイク - リバティ - ミルクリーク - ニューバーノン - オッタークリーク - ペリー - パイン - ピマテューニング - セイラム | - サンディクリーク - サンディレイク - シェナンゴ - サウスピマテューニング - スプリングフィールド - シュガーグローブ - ウェストセイラム - ウィルミントン - ウルフクリーク - ワース |

### 国勢調査指定地域
国勢調査指定地域はアメリカ合衆国国勢調査局が人口統計データを取るために設定した地域である。州法の下では実際の司法権が及ぶ範囲ではない。
- レイクラトンカ
- レイノルズハイツ

## 教育

### 高等教育機関
- グローブシティ・カレッジ
- シール・カレッジ、グリーンビル
- ペンシルベニア州立大学シェナンゴ・キャンパス、シャロン

### 実業教育機関
- ペンシルベニア州実業大学、シャロン
- マーサー郡職業訓練センター、マーサー
- ペン・ステイト美容アカデミー、ハーミテージ
- シャロン地域看護、放射線医学医療学校、シャロン

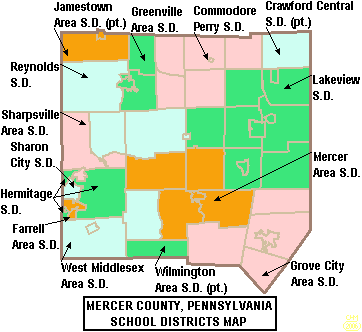
マーサー郡教育学区の区分図

- ウィナー芸術科学大学、トランスファー

### 公共教育学区
- クロウフォード中央教育学区
- コモドア・ペリー教育学区
- ファレル地域教育学区
- グリーンビル地域教育学区
- グローブシティ地域教育学区
- ハーミテージ教育学区
- ジェイムズタウン地域教育学区
- レイクビュー教育学区
- マーサー地域教育学区
- レイノルズ教育学区
- シャロンシティ教育学区
- シャープスビル地域教育学区
- ウェストミドルセックス地域教育学区
- ウィルミントン地域教育学区

### チャーター・スクール
- キーストーン教育センター・チャーター・スクール[6]、グリーンビルにあり、2010年では、7年生から12年生の生徒256人が就学している[7]

## 公園とレクリエーション
郡内の州立公園は1つである。モーリス・K・ゴッダード州立公園は、元ペンシルベニア州環境資源省長官を務めたモーリス・K・ゴッダードに因んで名付けられた。ストーンボロに近く州間高速道路出口第130からペンシルベニア州道358号線沿いにある。
州内に残っていた最後の鍛冶場、ウェンデル・オーガスト・フォージは観光客に公開されていたが、2010年3月6日の火事で焼失した。